# Campionato asiatico e oceaniano femminile di pallavolo 1983
Il III campionato asiatico e oceaniano femminile di pallavolo si è svolto dal 10 al 17 novembre 1983 a Fukuoka, in Giappone. Al torneo hanno partecipato 9 squadre nazionali asiatiche ed oceaniane e la vittoria finale è andata per la seconda volta al Giappone.

## Classifica finale
| Classifica | Squadre       | Qualificazione               |
| ---------- | ------------- | ---------------------------- |
|            | Giappone      |                              |
|            | Cina          |                              |
|            | Corea del Sud | Giochi della XXIII Olimpiade |
| 4          | Taipei cinese |                              |
| 5          | Filippine     |                              |
| 6          | Indonesia     |                              |
| 7          | Australia     |                              |
| 8          | Hong Kong     |                              |
| 9          | Nuova Zelanda |                              |